# 高台子镇 (义县)
高台子镇，是中华人民共和国辽宁省锦州市义县下辖的一个乡镇级行政单位。

## 行政区划
高台子镇下辖以下地区：
高台子镇社区、靠山屯村、高台子村、后药王庙村、郑家屯村、东高家屯村、清河城子村、康家屯村、台子山村、桑土营子村、砬子山村、柳河沟村、旧陵村、北砖城子村和石家铺子村。